# Acid glycolic
Axit glycolic (axit hydroacetic hoặc axit hydroxyacetic); công thức hóa học C2H4O3 (còn được viết là HOCH2CO2H), là axit α-hydroxy nhỏ nhất (AHA). Chất rắn kết tinh không màu, không mùi và hút ẩm này hòa tan cao trong nước. Nó được sử dụng trong các sản phẩm chăm sóc da khác nhau. Glycolic acid được tìm thấy trong một số cây trồng đường. Một glycolate hoặc glycollate là một muối hoặc ester của axit glycolic.

## Lịch sử
Cái tên "axit glycolic" được đặt ra vào năm 1848 bởi nhà hóa học người Pháp Auguste Laurent (1807-1853). Ông đã đề xuất rằng amino acid glycine - mà sau đó được gọi là glycocolle - có thể là amin của một axit giả thuyết, mà ông gọi là "axit glycolic" (acide glycolique).
Axit Glycolic được điều chế lần đầu tiên vào năm 1851 bởi nhà hóa học người Đức Adolph Strecker (1822-1871) và nhà hóa học người Nga Nikolai Nikolaevich Sokolov (1826-1877). Họ đã sản xuất nó bằng cách xử lý axit hippuric bằng axit nitric và nitơ dioxide để tạo thành este của axit benzoic và axit glycolic (C6H5C(=O)OCH2COOH), mà họ gọi là "axit benzoglycolic" (Benzoglykolsäure), (cũng axit benzoyl glycolic). Họ đun sôi ester trong nhiều ngày bằng axit sulfuric loãng, nhờ đó thu được axit benzoic và axit glycolic (Glykolsäure).

## Điều chế
Glycolic acid có thể được tổng hợp theo nhiều cách khác nhau. Các phương pháp tiếp cận chủ yếu sử dụng phản ứng xúc tác của formaldehyd với khí tổng hợp (cacbonyl hóa formaldehyd), với chi phí thấp.
Nó cũng được điều chế bằng phản ứng của axit chloroacetic với natri hydroxide sau đó tái axit hóa.
Các phương pháp khác, không đáng chú ý trong sử dụng, bao gồm hydro hóa axit oxalic và thủy phân cyanohydrin có nguồn gốc từ formaldehyd. Một số axit glycolic ngày nay không có axit formic. Axit Glycolic có thể được phân lập từ các nguồn tự nhiên, chẳng hạn như mía, củ cải đường, dứa, dưa đỏ và nho chưa chín.
Axit glycolic cũng có thể được điều chế bằng cách sử dụng quá trình sinh hóa enzym có thể cần ít năng lượng hơn.

## Tính chất
Axit glycolic mạnh hơn một chút so với axit axetic do khả năng rút electron của nhóm hydroxyl cuối cùng. Nhóm carboxylate có thể phối hợp với các ion kim loại tạo thành phức hợp phối hợp. Đặc biệt lưu ý là các phức chất có Pb2+ và Cu2+ mạnh hơn đáng kể so với các phức hợp với các axit cacboxylic khác. Điều này chỉ ra rằng nhóm hydroxyl có liên quan đến sự hình thành phức tạp, có thể là mất proton của nó.

## Các ứng dụng
Glycolic acid được sử dụng trong ngành dệt như một chất nhuộm và thuộc da, trong chế biến thực phẩm như một chất tạo hương vị và làm chất bảo quản, và trong ngành dược phẩm như một chất chăm sóc da. Nó cũng được sử dụng trong chất kết dính và nhựa. Axit glycolic thường được đưa vào các polyme nhũ tương, dung môi và phụ gia cho mực và sơn để cải thiện tính chất dòng chảy và tạo độ bóng. Nó được sử dụng trong các sản phẩm xử lý bề mặt làm tăng hệ số ma sát trên sàn gạch. Nó là thành phần hoạt chất trong chất tẩy rửa gia dụng Pine-Sol.

### Chăm sóc da
Do khả năng thâm nhập vào da, axit glycolic tìm thấy các ứng dụng trong các sản phẩm chăm sóc da, thường xuyên nhất là vỏ hóa học. Vỏ có thể có độ pH thấp tới 0,6 (đủ mạnh để keratolyze hoàn toàn lớp biểu bì), trong khi độ axit cho vỏ tại nhà có thể thấp đến 2,5. Sau khi áp dụng, axit glycolic phản ứng với lớp trên của lớp biểu bì, làm suy yếu các đặc tính liên kết của các lipid giữ các tế bào da chết lại với nhau. Điều này cho phép lớp sừng được tẩy tế bào chết, làm lộ ra các tế bào da sống.

### Tổng hợp hữu cơ
Glycolic acid là một chất trung gian hữu ích cho tổng hợp hữu cơ, trong một loạt các phản ứng bao gồm: oxy hóa-khử, este hóa và trùng hợp chuỗi dài. Nó được sử dụng như một monome trong điều chế axit polyglycolic và các chất đồng trùng hợp tương hợp sinh học khác (ví dụ PLGA). Về mặt thương mại, các dẫn xuất quan trọng bao gồm các este methyl (CAS # 96-35-5) và ethyl (CAS #623-50-7) dễ dàng chưng cất (bp   147-9 và 158-159   °C, tương ứng), không giống như axit cha mẹ. Các este butyl (bp   178-186 °C) là một thành phần của một số vecni, được mong muốn bởi vì nó không dễ bay hơi và có đặc tính hòa tan tốt.

### Nông nghiệp
Nhiều loài thực vật tạo ra axit glycolic trong hô hấp sáng. Vai trò của nó tiêu thụ một lượng năng lượng đáng kể. Năm 2017, các nhà nghiên cứu đã công bố một quy trình sử dụng một loại protein mới để giảm tiêu thụ/mất năng lượng và ngăn chặn thực vật giải phóng amonia có hại. Quá trình chuyển đổi glycolate thành glycerate mà không cần sử dụng tuyến BASS6 và PLGG1 thông thường.

## An toàn
Glycolic acid là một chất gây kích ứng mạnh tùy thuộc vào độ pH. Giống như ethylene glycol, nó được chuyển hóa thành axit oxalic, có thể gây nguy hiểm nếu ăn phải.